# 比維爾鎮區 (密蘇里州梅肯縣)
比維爾鎮區（英語：Bevier Township）是位於美國密蘇里州梅肯縣的一個行政鎮區。

## 地方資料
比維爾鎮區的面積為77.22平方千米，當中陸地面積為76.00平方千米，而水域面積為1.21平方千米。根據2020年美國人口普查的數據，當地共有人口1098人，而人口密度為每平方千米14.22人。